# (35176) 1993 TK21
(35176) 1993 TK21 est un astéroïde de la ceinture principale d'astéroïdes découvert en 1993.

## Description
(35176) 1993 TK21 a été découvert le 10 octobre 1993 à l'observatoire Palomar, situé au nord de San Diego en Californie, par Henry E. Holt.

### Caractéristiques orbitales
L'orbite de cet astéroïde est caractérisée par un demi-grand axe de 2,36 ua, un périhélie de 2,10 ua, une excentricité de 0,11 et une inclinaison de 7,71° par rapport à l'écliptique. Du fait de ces caractéristiques, à savoir un demi-grand axe compris entre 2 et 3,2 ua et un périhélie supérieur à 1,666 ua, il est classé, selon la JPL Small-Body Database, comme objet de la ceinture principale d'astéroïdes.

### Caractéristiques physiques
(35176) 1993 TK21 a une magnitude absolue (H) de 15,7 et un albédo estimé à 0,339.